# Museu Rockefeller
O Museu Rockefeller, formalmente conhecido como Museu Palestino Arqueológico, é um museu arqueológico localizado no Leste de Jerusalém que guarda uma larga coleção de artefa(c)tos descobertos em escavações conduzidas durante o início da Palestina no final do século XIX. O prédio do museu também é o quartel general da Autoridade Israelense de Antiguidades.

## História
Antes do estabelecimento do Museu Rockefeller, o Departamento Britânico de Antiguidades e a Escola Britânica de Arqueologia estavam alojados em um prédio antigo em Jerusalém, com uma pequena sala de exposições. O único outro museu arqueológico da época era o Museu Bíblico Franciscano, construído em 1902.

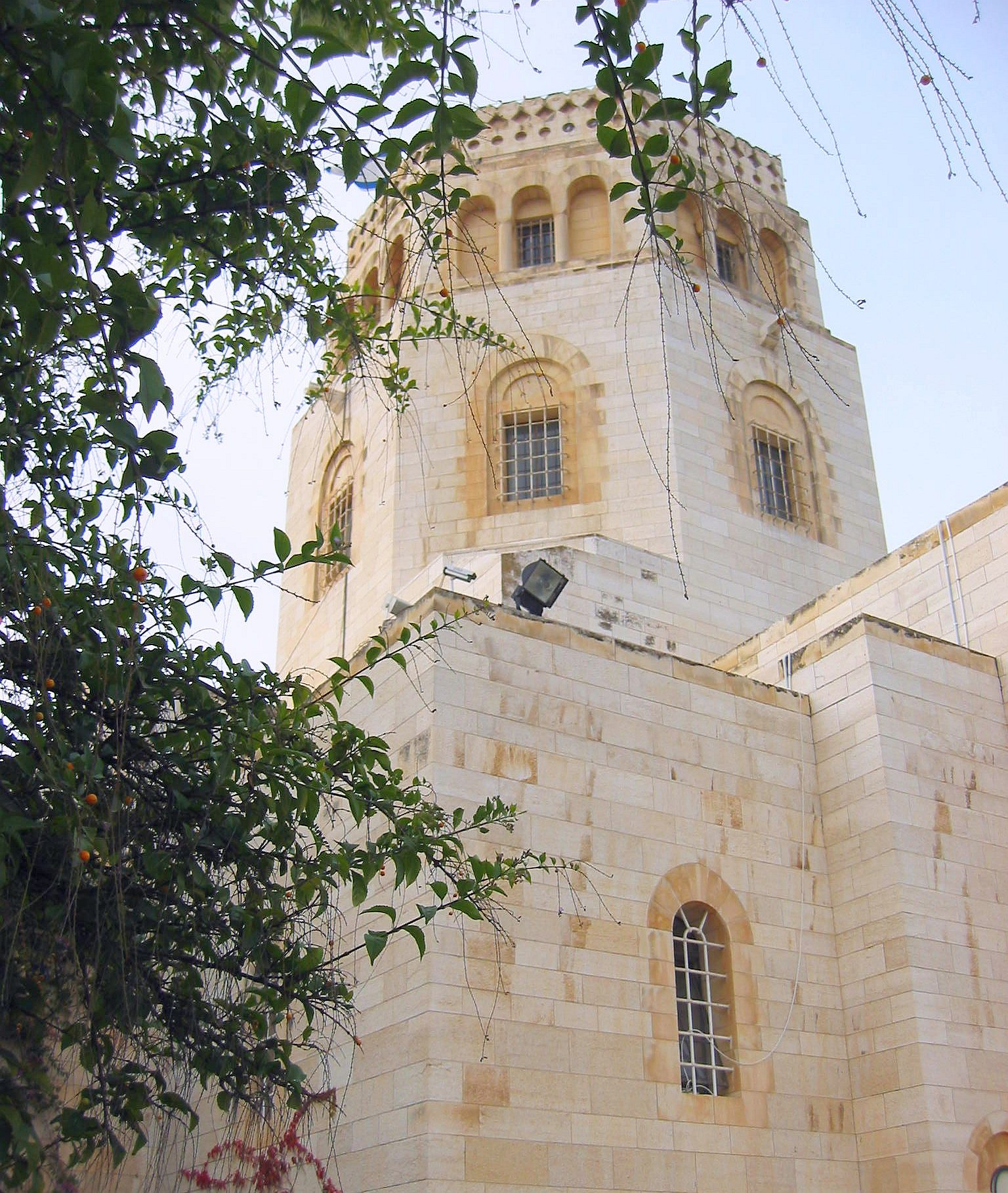
Museu Rockefeller, Jerusalém

Em 1906, o Fundo Nacional Judaico começou a negociar a compra do Karm el-Sheikh, um terreno voltado para o canto nordeste das muralhas da Cidade Velha, para abrigar a Escola de Arte e Artesanato Bezalel. O fundador da escola, Boris Schatz, imaginou um museu e uma universidade com vista para o Monte do Templo. Em 1919, o urbanista Patrick Geddes propôs a criação de um museu de antiguidades neste local. Para promover o projeto, as autoridades do Mandato propuseram um imposto especial sobre o turismo em 1924.
Visitando a Palestina Obrigatória em 1925, durante os dias do Mandato Britânico, James Henry Breasted, fundador e diretor do Instituto Oriental da Universidade de Chicago, reconheceu a necessidade de um museu arqueológico em Jerusalém para abrigar importantes descobertas regionais. Encorajado por Lord Plumer, o Alto Comissário Britânico, Breasted se aproximou do filantropo americano John D. Rockefeller Jr., que concordou em doar dois milhões de dólares para o projeto. Anteriormente, ele se ofereceu para construir um museu arqueológico no Cairo, Egito, mas ele foi recusado, possivelmente devido à pressão do governo britânico, que estava ansioso para impedir que os Estados Unidos estabelecessem uma posição na região.

## Exibições
O museu recebe regularmente exposições especiais, como a exposição 2019/20 de cerâmica armênia em Jerusalém.